# Флинн, Брэндон
Брэ́ндон Флинн (англ. Brandon Flynn; род. 11 октября 1993) — американский актёр. Наибольшую известность ему принесла роль Джастина Фоули в сериале «13 причин почему».

## Ранние годы
Флинн родился в Майами, Флорида, в еврейской семье. В 2016 году он окончил Школу искусств Мейсона Гросса при Ратгерском университете, где получил степень бакалавра изящных наук.

## Карьера
В 2016 году Флинн появился с гостевой ролью в телесериале «Безмозглые», после чего некоторое время играл в некоммерческих театрах Манхэттена.
Начиная с 2017 года, Флинн исполняет одну из главных ролей в сериале Netflix «13 причин почему». В 2019 году он появился с повторяющейся ролью в третьем сезоне телесериала «Настоящий детектив». В 2020 году сыграл роль в фильме «Убийственная внешность»

## Личная жизнь
В сентябре 2017 года Флинн подтвердил, что является частью ЛГБТ-сообщества.
В сентябре 2017 года Флинн начал встречаться с певцом Сэмом Смитом. В июне 2018 года пара объявила о расставании.

## Фильмография

### Кино
| Год  | Название на русском    | Оригинальное название | Роль   | Примечания                               |
| ---- | ---------------------- | --------------------- | ------ | ---------------------------------------- |
| 2017 | Домашние фильмы        | Home Movies           | он сам | Короткометражный фильм                   |
| 2018 |                        | Binge                 | Джонни | Короткометражный фильм; также сопродюсер |
| 2020 | Убийственная внешность | Looks That Kill       | Макс   | Полнометражный фильм                     |
| 2022 | Восставший из ада      | Hellraiser            | TBA    | Полнометражный фильм                     |

### Телевидение
| Год       | Название на русском | Оригинальное название | Роль          | Примечания                                                                                   |
| --------- | ------------------- | --------------------- | ------------- | -------------------------------------------------------------------------------------------- |
| 2016      | Безмозглые          | BrainDead             | интерн Майк   | Эпизод: «The Power of Euphemism: How Torture Became a Matter of Debate in American Politics» |
| 2017—2020 | 13 причин почему    | 13 Reasons Why        | Джастин Фоули | Постоянная роль, 24 эпизода                                                                  |
| 2019      | Настоящий детектив  | True Detective        | Райан Питерс  | Повторяющаяся роль, 3 сезон (3 эпизода)                                                      |
| 2020      | Сестра Рэтчед       | Ratched               | Генри Осгуд   | Второстепенная роль, 1 сезон                                                                 |